# 정영렬
정영렬(鄭永烈, Jung Yung Yul, 1934~1988)은 대한민국의 추상화가로, 1960년대 앵포르멜(비정형 추상)운동과 1970년대 단색조 회화(단색화)의 흐름을 주도하였다. 1970년대 후반부터는 동양적 사유를 캔버스에 담은 '적멸' 시리즈로 한국적 추상 미술을 구현하게 된다. 이후 서양화가로서는 드물게 한지 작업에 몰두하여 재료 고유의 물성을 표현, 추상화의 매체 다양화에 크게 기여하였다. 부단한 실험과 변화를 통해 궁극에는 특정 유파에 속하지 않고 자신만의 독보적인 작품 세계를 구현한 작가로 평가되고 있다.
중앙대학교 예술대학 교수로 많은 후학을 양성하였으며, 2014년 그의 대표작을 회고하는 "적멸의 화가, 정영렬"전이 국립현대미술관에서 열린바 있다.

## 정영렬 화백 연보
- 1958 홍익대학교 미술학부 졸업 (서양화 전공)
- 1962~1986 중앙대학교 예술대학 교수
- 1968 문예상 수상 (문교부)
- 1975 까뉴(Cagnes)국제 회화제 한국 대표
- 1977 한국 미술협회 부이사장
- 1982 동아미술제, 대한민국 미술대상전 심사위원
- 1984 중앙대학교 예술대학 학장
- 1988 서울 자택에서 타계

## 개인전
- 1969 정영렬전 (Y Salon)
- 1980 정영렬 20년전 (한국문예진흥원 미술회관)
- 1982 Ryo 화랑 초대전 (교토, 일본)
- 1983 정영렬 종이작업전 (동산방화랑)
- 1985 Gallery Dae 초대전 (도쿄, 일본)
- 1995 정영렬 유작전 (워커힐 미술관)
- 1998 정영렬 10주기 추모전 (광주시립미술관)
- 2014 "적멸의 화가-정영렬"전 (국립현대미술관)

## 단체전
- 1959 한국현대작가 초대전 (서울)
- 1962 국제 자유초대전 (도쿄, 일본)
- 1962 악튜엘전 (서울)
- 1963 한국 현대작가전 (뉴욕, 미국)
- 1965 Biennale de Paris (파리, 프랑스)
- 1967 상파울로 비엔날레 (브라질)
- 1970 까뉴 국제회화제 (프랑스)
- 1973 한국 현대작가 13인전 (교토, 일본)
- 1975 제3회 인도 트리엔날레 (인도)
- 1980 아시아 현대미술전 (후쿠오카시립미술관)
- 1982 현대 종이의 조형전 (국립현대미술관, 도쿄 시립미술관)
- 1983 한국 현대미술전 (밀라노, 이태리)
- 1984 60년대 한국 현대미술-앵포르멜과 그 주변 (워커힐미술관)
- 1988 현대회화 70년대의 흐름 (워커힐미술관)
- 1989 한국 현대미술 그 원류를 찾아서 (토탈미술관)
- 1994 현산 문화상 수상작가 초대전 (현산미술관)
- 1999 신소장품전 (국립현대미술관)
- 2000 한국 현대미술의 시원전 (국립현대미술관)
- 2000 한국과 서구의 전후 추상 미술전 (삼성미술관 호암갤러리)
- 2001 한국 현대미술의 전개:전환과 역동의 시대 (국립현대미술관)
- 2001 또 하나의 국면, 한국현대미술의 동시대성 (한원미술관)
- 2002 사유와 감성의 시대 (국립현대미술관)
- 2008 이어지는 예술혼 (경남도립미술관)
- 2008 신소장품전 (서울시립미술관)
- 2012 한국 현대미술 거대 서사전 (국립현대미술관)
- 2012 개관 20주년 기념전 (광주시립미술관)
- 2014 리움 개관 10주년 기념전 (삼성미술관 리움)
- 2015 개관 10주년 기념전 (남포미술관)
- 2017 박계희여사 타계 20주기 기념전 (워커힐호텔 아트홀)
- 2018 서울대학교 미술관 소장품 100선 (서울대미술관)
- 2018 "정릉시대" (성북구립미술관)
- 2018 "내가 사랑한 미술관 : 근대의 걸작" (국립현대미술관)
- 2018 "2018 소장품전" (우제길미술관)
- 2019 "남도 미술 뿌리" (광주시립미술관)
- 2019 "내가 사랑한 미술관 : 근대의 걸작" 순회전 (제주도립미술관)
- 2019 "존재와 공간" (성북구립미술관)
- 2020 "국립현대미술관 소장품전 - 갤러리 제로" (전북도립미술관)
- 2020 "시대를 보는 눈 : 한국근현대미술" (국립현대미술관)
- 2021 "태양에서 떠나올때" (전남도립미술관)
- 2023 "토탈미술관 소장품전" (토탈미술관)
- 2023 "추상의 추상" (광주시립미술관)
- 2024 "한국추상미술"전 (광주시립미술관 하정웅미술관)
- 2025 "수채: 물을 그리다" (국립현대미술관 청주관)
- 2025 하정웅컬렉션 "단색화: 무한과 유한" (광주시립미술관)
- 2025 "회화, 교체된 시대의 흔적" (뮤지엄호두) 외 다수

## 작품 소장
- 국립현대미술관
- 서울시립미술관
- 광주시립미술관
- 제주도립미술관
- 서울대학교 미술관
- 중앙대학교
- 전쟁기념관
- 삼성미술관 리움
- 한솔뮤지엄 산
- 토탈미술관

## 전시 서문 및 평론
- 2014 고충환, 정영렬의 종이작업이 갖는 미학적 특질과 의의, 국립현대미술관
- 2014 김영호, 적멸(寂滅)의 세계를 찾아서 II, 국립현대미술관
- 2014 윤우학, 정영렬론, 국립현대미술관
- 2014 김영호, 정영렬-청년 예술가여, 무엇이 두려운가, 월간미술
- 2014 김예진, 경계(境界)의 회화: 정영렬의 <적멸> 연작 연구, 국립현대미술관
- 1998 김영호, 적멸의 세계를 찾아서, 광주시립미술관
- 1998 정준모, 적멸과 상생의 세계, 경향신문
- 1996 윤명로, 모더니스트들의 도전과 환상-정영렬, 가나아트
- 1995 김소형, 물질과 정신의 합류, 정영렬 유작전, 미술세계
- 1995 서성록, 한 6.25세대 작가의 예술 30년-정영렬 유작전, 월간미술
- 1995 윤철규, 한지에 수놓은 反회화, 중앙일보
- 1995 신항섭, 정영렬 유작전-한국적 정서 살린 일루전 시도, 경향신문
- 1995 이일, 적멸에로의 길, 워커힐미술관
- 1985 이일, 현대미술의 시각-정영렬, 미진사
- 1984 윤우학, 작가작품론-정영렬<적멸>, 예술평론
- 1983 윤우학, 시원적인 지평에로의 환원, 동산방화랑
- 1983 정병관, 예술-정신과 물질 사이, 한국일보
- 1983 장석원, 정영렬-자증과 자각의 세계, 공간
- 1983 김병종, 정영렬-동양적 사유와 종이, 동산방화랑
- 1982 신항섭, 한국 현대미술의 위상-정영렬, 화성문화사
- 1980 김인환, 정영렬-단절과 지속과 영원과의 관계, 한국문예진흥원
- 1977 김인환, 정영렬-시각적인 폭과 생명적 유동성, 금성출판사 외 다수

## 관련 논문 및 서적
- 2024 정형민, 한국 현대미술의 모색, 서울대학교 출판문화원
- 2018 김허경, 호남현대미술사, 심미안
- 2018 주희, 평면 회화의 한지 오브제 연구, 숙명여대 대학원
- 2017 오병희, 광주화단의 모더니즘 추상미술의 전개에 관한 연구, 한국기초조형학회
- 2016 손지민, "재현성"과 "토톨로지" 너머의 반복: 기존 단색화 비평의 메타비평, 조선일보
- 2013 이일(정연심 편저), 비평가 이일 앤솔로지, 미진사
- 2013 권영진, 단색조 회화의 성립과 전개, 한국예술종합학교
- 2011 이리라, 전후 한국 추상미술의 수용과 전개 양상, 조선대 대학원
- 2006 서성록, 한국 현대회화의 발자취, 문예출판사
- 2005 정무정, 파리 비엔날레와 한국 현대미술, 서양미술사학회
- 1998 한지희, 정영렬의 작품 연구, 전남대 대학원
- 1997 이규일, 한국 미술의 명암, 시공사
- 1980 김인환, 화면의 진폭과 평면에서의 양감, 공간

## 기타
- 구글 아트 프로젝트(Google Art Project): 적멸의 화가-정영렬 (국립현대미술관 전시 현장 감상)
- 정영렬 기념사업회 페이스북
- 정영렬 기념사업회 블로그
- 정영렬 기념사업회 인스타그램